# Pattanagere
Pattanagere é uma cidade e uma city municipal council no distrito de Bangalore, no estado indiano de Karnataka.

## Demografia
Segundo o censo de 2001, Pattanagere tinha uma população de 95 769 habitantes. Os indivíduos do sexo masculino constituem 53% da população e os do sexo feminino 47%. Pattanagere tem uma taxa de literacia de 69%, superior à média nacional de 59,5%: a literacia no sexo masculino é de 74% e no sexo feminino é de 63%. Em Pattanagere, 12% da população está abaixo dos 6 anos de idade.